# Nils Samuel Swederus
Nils Samuel Swederus (ur. 1751 w Sztokholmie, zm. 1833) – szwedzki pastor i entomolog. Był pastorem kościoła w Näsby. Na jego cześć nazwano dwa gatunki owadów, Caloptilia swederella i Encyrtus swederi Dalman, 1820.